# Tatort: Unvergessen
Unvergessen ist ein Fernsehfilm aus der Krimireihe Tatort und wurde am 20. Mai 2013 im Ersten zum ersten Mal gesendet. Es ist die 874. Folge der Reihe, der 30. Fall des österreichischen Ermittlers Eisner und der sechste Fall des Ermittlerteams Eisner/Fellner.

## Handlung
Moritz Eisner wird in seinem Urlaub durch einen Kopfschuss schwer verletzt und von Kärntner Kollegen bewusstlos in seinem Auto im Steinbruch des Bauunternehmers Franz Wiegele aufgefunden. Als er auf der Intensivstation wieder zu Bewusstsein kommt, kann er sich an nahezu nichts erinnern. Er ist sich lediglich sicher, einen silberfarbenen PKW am Tatort gesehen zu haben. Jedoch fand die Spurensicherung keinerlei Hinweise darauf, da sämtliche Reifenspuren bei der Landung des Rettungshubschraubers verwischt wurden. Nach seiner Entlassung aus dem Krankenhaus versucht Eisner herauszufinden, was ihm in jener Nacht zugestoßen ist. Der unter Aussetzern und Sprachstörungen leidende Eisner sucht deshalb in Bad Eisenkappel (Kärnten) nach Hinweisen, obwohl er weiterhin krankgeschrieben ist. Inspektor Josef „Josy“ Hudle aus Eisenkappel unterstützt ihn dabei. Eisner quartiert sich im Gasthof von Franz Wiegeles Frau Monika ein. Bibi Fellner, besorgt um Eisners Gesundheitszustand, fährt ihm hinterher, kann ihn erwartungsgemäß aber nicht überzeugen, mit ihr nach Wien zurückzukehren, und quartiert sich ebenfalls dort ein. Eine Kassiererin im örtlichen Supermarkt erinnert sich daran, dass er bei ihr Rosen und Champagner gekauft und sie nach dem Weg zur Kapplerhütte gefragt hat. Als er zusammen mit Bibi Fellner die Hütte durchsucht, deren Wohnraum vollkommen verwüstet und mit rechtsextremen Graffiti verunstaltet ist, kehren bei Eisner bruchstückhafte Erinnerungen zurück. Auch seine Reisetasche findet er dort wieder. 
Wenig später wird der silberfarbene PKW, an den sich Eisner erinnern konnte, aus dem Steinbruch-See geborgen. Im Kofferraum liegt die erschossene Maja Jancic-Herzog, mit der Eisner 15 Jahre zuvor eine Liebesbeziehung führte. Maja war Journalistin und arbeitete vor ihrem Tod an einer Dokumentation über das Peršmanhof-Massaker, ein Massaker an der Zivilbevölkerung gegen Ende des Zweiten Weltkrieges. Sie recherchierte im ganzen Dorf, wodurch sich einige Bewohner in ihrer heimatlichen Schein-Idylle belästigt fühlten. Auf ihrem aus dem PKW geborgenen Laptop finden die Ermittler diese Dokumentation mit einem Interview mit der letzten Zeugin der schrecklichen Tat, Jozefa Karnicar. Sie sagt darin aus, dass einer der damaligen Täter noch am Leben sei und nie gefasst worden sei. Diese Spur führt zu Franz Wiegeles Vater Anton Wiegele, der 1945 am Massaker der Waffen-SS beteiligt war. Er ist mittlerweile dement und lebt in einem Altenheim. Sein Sohn und sein Enkel tun alles, um Anton Wiegele zu schützen. Es finden sich außerdem Lackspuren von Majas Wagen an einer auf einem Schrottplatz gefundenen kürzlich abmontierten Stoßstange vom Auto des Enkels. Dieser gibt daraufhin zu, Maja in der Tatnacht verfolgt und gerammt zu haben. Jedoch wollte er ihr lediglich einen Schrecken einjagen, damit sie ihre Recherchen abbricht. Nachdem somit ein starker Verdacht auf den Enkel Toni gefallen ist, schaltet Vater Franz seinen Anwalt ein, der erwirkt, dass der krankgeschriebene und scheinbar erratisch handelnde Eisner abgezogen wird. Fellner ärgert sich ebenfalls über Eisner, da sie bisher nur unzureichende Beweise haben, und lässt sich seine Dienstwaffe geben. Eisner nimmt das Angebot von Richard Herzog, dem aufgrund eines Alibis scheinbar unverdächtigen Ehemann der ermordeten Maja, an, mit ihm zurück nach Wien zu fahren.
Bibi Fellner holt noch Eisners und ihr eigenes Gepäck aus dem Gasthof, um sich ebenfalls auf den Rückweg nach Wien zu machen. An Eisners Reisetasche findet Fellner einen USB-Stick, auf dem Dateien über Dutzende Alzheimerpatienten abgespeichert sind, die in Sagaredscho in Georgien illegal mit neuartigen Medikamenten behandelt wurden und im Rahmen dieser Behandlung verstarben. Maja wurden Informationen über die Todesfälle anonym zugespielt, und sie erkannte, dass der zuständige Projektleiter in dieser Sache Richard Herzog, ihr Ehemann, ist. Mit diesen Vorwürfen konfrontiert, zeigte er sich ihr gegenüber völlig uneinsichtig. Nach dieser Reaktion kontaktierte sie ihren ehemaligen Geliebten Eisner, traf sich mit ihm auf der Kapplerhütte und informierte ihn über beides, ihre Recherchen zum Peršmanhof-Massaker und die Todesfälle in Georgien. Sie selber konnte und wollte nicht gegen ihren Mann vorgehen und übergab Eisner die Daten, damit er das übernehme. Offenbar fürchtete sie auch um ihre eigene Sicherheit. Richard Herzog verschaffte sich in der Zwischenzeit ein Alibi, indem er mit mehreren Pässen einen Auslandsaufenthalt vortäuschte, und machte sich auf den Weg nach Eisenkappel, um Maja zu töten. Der unmittelbar nach der Tat auftauchende Eisner war lediglich „zur falschen Zeit am falschen Ort“ und wurde von Herzog niedergeschossen.
Nachdem Fellner aufgrund der Daten auf dem USB-Stick die Gefahr für Eisner erkannt hat, lässt sie sein Handy orten, alarmiert ein Polizeiaufgebot und macht sich mit Inspektor Hudle auf den Weg, um Eisner beizustehen. Herzog hat inzwischen Eisner im Auto Majas Lieblingslied vorgespielt, was bei Eisner die Erinnerungsblockade löst, er erinnert sich wieder an alle Details des Abends auf der Hütte. Herzog schlägt Eisner, der die Fahrt stoppen will, mit seiner Waffe bewusstlos und fährt in den Steinbruch, wo er dem wieder erwachten Eisner die Geschehnisse der Tatnacht aus seiner Sicht schildert. Er schwankt in larmoyanter Selbstgerechtigkeit zwischen Suizid und der Hoffnung, noch zu entkommen, indem er Eisner bedroht. Doch letztlich erkennt er die Aussichtslosigkeit seiner Lage, er wird im Steinbruch festgenommen.

## Hintergrund
Der Film wurde vom 18. September bis 18. Oktober 2012 in Bad Eisenkappel, Klagenfurt und Wien gedreht.

## Kritik
„Am Ende steht also immer noch ein gewaltiger Nebel in der Landschaft, aber Eisner und Fellner spielen über ein paar Untiefen im Buch locker weg. […] Eisner müsste in die Reha, aber ermittelt trotzdem. Ein Anarchist, dem vieles am Oarsch vorbeigeht, sehr angenehm.“